# 佩勒姆 (緬因州)
佩勒姆（英語：Perham）是一個位於美國緬因州阿魯斯圖克縣的市鎮。

## 人口
根據2020年美國人口普查的數據，佩勒姆的面積為94.89平方千米，當中陸地面積為94.61平方千米，而水域面積為0.28平方千米。當地共有人口371人，而人口密度為每平方千米4人。